# Kirchhoff (Familienname)
Kirchhoff ist ein deutscher Familienname. Kirchhoff ist ein Wohnstättenname, der sich auf einen Wohnort bei einem Kirchhof (Friedhof) bezieht.

## Namensträger
- Adolf Kirchhoff (1826–1908), deutscher Altphilologe
- Albrecht Kirchhoff (1827–1902), deutscher Buchhändler und Bibliothekar
- Alfred Kirchhoff (Geograph) (1838–1907), deutscher Geograph
- Alfred Kirchhoff (Politiker, I), deutscher Politiker, MdL Sachsen
- Alfred Kirchhoff (Politiker, II), deutscher Politiker (BDV), MdBB
- Arndt G. Kirchhoff (* 1955), deutscher Unternehmer
- August Kirchhoff (* 1874), deutscher Kolonialbeamter
- Auguste Kirchhoff (1867–1940), deutsche Frauenrechtlerin
- Benjamin Kirchhoff (* 1994), deutscher Fußballspieler
- Bodo Kirchhoff (* 1948), deutscher Schriftsteller
- Carl Kirchhoff (1820–1893), deutscher Richter
- Christopher Kirchhoff, deutscher Arzt und Basketballspieler
- Constantin Kirchhoff (1764–1833), deutscher Apotheker und Chemiker
- Corinna Kirchhoff (* 1958), deutsche Schauspielerin
- Detlef Kirchhoff (Politiker) (* 1941), deutscher Politiker (CDU)
- Detlef Kirchhoff (Ruderer) (* 1967), deutscher Ruderer
- Eberhard Kirchhoff (* 1952), deutscher Schriftsteller, Lyriker und Lehrer
- Eduard Karl Kirchhoff (1846–1917), sächsischer Generalleutnant
- Fabian Kirchhoff (* 1982), deutscher Basketballspieler
- Frank Kirchhoff (Neurowissenschaftler) (* 1960), deutscher Neurowissenschaftler
- Frank Kirchhoff (Virologe) (* 1961), deutscher Virologe
- Frank Kirchhoff (Fußballspieler) (* 1965), deutscher Fußballspieler
- Friedrich Kirchhoff (Unternehmer, 1859) (1859–1953), deutscher Metallindustrieller
- Friedrich Kirchhoff (Unternehmer, 1890) (1890–1978), deutscher Maschinenbauunternehmer
- Friedrich Christian Kirchhoff (1822–1894), deutscher Autor und Theologe
- Friedrich-Wilhelm Kirchhoff (* 1927), deutscher Volkswirt
- Fritz Kirchhoff (Friedrich Georg Anton Kirchhoff; 1901–1953), deutscher Regisseur und Filmproduzent
- Gerd Ferdinand Kirchhoff (* 1939), deutscher Kriminologe
- Gerhard Heinrich Kirchhoff (1854–1929), deutscher Jurist und Politiker
- Gertrud Kirchhoff (1902–1966), deutsche Politikerin (SPD)
- Gottfried Kirchhoff (1685–1746), deutscher Organist und Komponist
- Gottlieb Heinrich Kirchhoff (1801–1870), deutscher Jurist und Politiker
- Günter Kirchhoff (1922–2006), deutscher Militärökonom
- Gustav Kirchhoff (Admiral) (1863–1945), deutscher Konteradmiral
- Gustav Friedrich Kirchhoff (um 1722–1799), deutscher Komponist und Harfenist
- Gustav Robert Kirchhoff (1824–1887), deutscher Physiker
- Hans Kirchhoff (Politiker) (1913–1994), deutscher Politiker (Zentrum), MdL Nordrhein-Westfalen
- Hans Kirchhoff (Historiker) (1933–2023), dänischer Historiker
- Hans Georg Kirchhoff (1930–2021), deutscher Historiker
- Heinrich Kirchhoff (General) (1849–1919), sächsischer Generalleutnant
- Heinrich Kirchhoff (1874–1934), deutscher Mäzen und Kunstsammler
- Heinz Kirchhoff (1905–1997), deutscher Gynäkologe und Geburtshelfer
- Herbert Kirchhoff (1911–1988), deutscher Szenenbildner
- Hermann Kirchhoff (Admiral) (1851–1932), deutscher Marineoffizier
- Hermann Kirchhoff (Architekt) (1825–1890), deutscher Architekt und Baubeamter
- Hermann Kirchhoff (Religionspädagoge) (1926–2012), deutscher Religionspädagoge
- Jan Kirchhoff (* 1990), deutscher Fußballspieler
- Jochen Kirchhoff (Philosoph) (* 1944), deutscher Autor
- Jochen F. Kirchhoff (1927–2019), deutscher Unternehmer
- Johann Jakob Kirchhoff (1796–1848), deutscher Maler, Illustrator und Lithograf
- Johann Nikolaus Anton Kirchhoff (1791–1873), deutscher Autor und Politiker, Bürgermeister von Kiel
- Johannes F. Kirchhoff (* 1957), deutscher Unternehmer
- Karl Kirchhoff (Aquarist) (1872–1955), deutscher Aquarist, Tischlermeister und Zoohändler
- Karl-Heinz Kirchhoff (1925–2014), deutscher Historiker und Landesverwaltungsdirektor
- Kilian Kirchhoff (1892–1944), deutscher Priester, Übersetzer und Dissident
- Laurentius Kirchhoff († 1580), deutscher Rechtswissenschaftler
- Leni Kirchhoff (* 2006), deutsche Volleyballspielerin
- Martin Kirchhoff (1860–1929), deutscher Verwaltungsbeamter
- Max Kirchhoff (1831– nach 1892), deutscher Kommunalpolitiker
- Mia Kirchhoff (* 2004), deutsche Volleyballspielerin
- Oliver Kirchhoff, deutscher American-Football-Spieler
- Otto Kirchhoff (* 1954), deutscher Kameramann
- Paul Kirchhoff (1900–1972), deutscher Philosoph und Anthropologe, kommunistischer Aktivist
- Peterheinrich Kirchhoff (1886–1973), deutscher Unternehmer und Politiker (CDU), MdB
- Petra Kirchhoff, deutsche Sprachwissenschaftlerin
- Renate Kirchhoff (* 1960), deutsche evangelische Theologin
- Robert Kirchhoff (1920–1999), deutscher Psychologe
- Rudi Kirchhoff (1928–2013), deutscher Radrennfahrer
- Theodor Kirchhoff (Schriftsteller) (1828–1899), deutsch-amerikanischer Schriftsteller
- Theodor Kirchhoff (Mediziner) (1853–1922), deutscher Psychiater

- Thomas Kirchhoff (Gitarrist) (* 1960), deutscher Gitarrist
- Thomas Kirchhoff (Landschaftsplaner) (* 1967), deutscher Landschaftsplaner und Philosoph
- Ulrich Kirchhoff (Jurist) (1935–2011), deutscher Rechtsanwalt
- Ulrich Kirchhoff (* 1967), deutscher Springreiter
- Walter Kirchhoff (1879–1951), deutscher Sänger (Tenor)
- Walter Kirchhoff (Politiker) (1914–??), deutscher Politiker (NDPD)
- Werner Kirchhoff (* 1926), deutscher Politiker (SED), MdV
- Werner Kirchhoff (Historiker) (1945–2019), deutscher Kunsthistoriker und Kulturfunktionär
- Wilhelm Kirchhoff (1800–1861), deutscher Jurist, Dichter und Politiker, Bürgermeister von Grimmen
- Wolfgang Kirchhoff (* 1959), deutscher Jurist und Richter